# 孫祖壽
孫祖壽（？—1629年），字必之，順天府昌平（北京市昌平區）人，明末將領，崇祯二年與女真作戰，陣亡。

## 簡介
祖籍汴梁陈州（今河南淮阳县），先祖孙贤曾随明成祖北征。祖壽於萬曆年間鄉試成為武舉人，万历三十五年（1607年），担任保镇固关的守备。一生自律甚严，其妻張氏死後，就终身不再接近女色。有一名部將路過昌平時，送五百兩白銀到他家裡，其子辭退不受。万历四十二年（1614年），指挥使傅振商推荐他成為蓟镇标营都司。
天啟二年，官至署都督僉事。當時孫承宗至遼東，將薊鎮三協十二路分設三大將。以祖壽領西協，驻守遵化，统辖石匣、古北、曹家、墙子四路。天启七年（1627年），奉命率兵增援宁锦，但為袁崇焕所忌（一說不敢戰）。日後被免官。
崇祯二年（1629年），清兵迫燕京，祖壽与大同总兵满桂共同防守凉水河一线，皇太極亲率大军进攻德胜门，满桂節節敗退，祖壽打算前去救援，卻被流矢射中前额，殉職。赠少保、左都督，改赠太师，谥忠节，葬于昌平州龙虎臺。